# Lubanie (gmina)
Lubanie est une gmina rurale du powiat de Włocławek, Couïavie-Poméranie, dans le centre-nord de la Pologne. Son siège est le village de Lubanie, qui se situe environ 14 km au nord-ouest de Włocławek et 38 km au sud-est de Toruń.
La gmina couvre une superficie de 69,3 km2 pour une population de 4 651 habitants.

## Géographie
La gmina est bordée par la ville de Włocławek et les gminy de Bądkowo, Bobrowniki, Brześć Kujawski et Waganiec.